# Rhopalodes parecida
Rhopalodes parecida là một loài bướm đêm trong họ Geometridae.